# Kanisrivier
De Kanisrivier (Kanisjoki) is een rivier, die stroomt in de Zweedse  gemeente Kiruna. De rivier ontstaat als afwateringsrivier van een moerasgebied. Ze stroomt zuidoostwaarts door meren waaronder het Ylinen Kanisjárvi en het Alanen Kanisjärvi. Ze stroomt na ongeveer 8 kilometer het Junojärvi in en kan gezien worden als het verlengde van de Junorivier.